# Варнвілл (Південна Кароліна)
Варнвілл (англ. Varnville) — місто (англ. town) в США, в окрузі Гемптон штату Південна Кароліна. Населення — 1669 осіб (2020).

## Географія
Варнвілл розташований за координатами 32°51′7″ пн. ш. 81°4′49″ зх. д. / 32.85194° пн. ш. 81.08028° зх. д. (32.852032, -81.080228).  За даними Бюро перепису населення США в 2010 році місто мало площу 9,93 км², уся площа — суходіл.

## Демографія
Згідно з переписом 2010 року, у місті мешкали 2162 особи в 800 домогосподарствах у складі 548 родин. Густота населення становила 218 осіб/км².  Було 939 помешкань (95/км²).
Расовий склад населення:
| - 63,1 % — чорних або афроамериканців - 34,6 % — білих - 0,8 % — азіатів - 0,1 % — корінних американців |

До двох чи більше рас належало 1,3 %. Частка іспаномовних становила 0,4 % від усіх жителів.
За віковим діапазоном населення розподілялося таким чином: 29,1 % — особи молодші 18 років, 57,3 % — особи у віці 18—64 років, 13,6 % — особи у віці 65 років та старші. Медіана віку мешканця становила 35,4 року. На 100 осіб жіночої статі у місті припадало 91,3 чоловіків;  на 100 жінок у віці від 18 років та старших — 86,8 чоловіків також старших 18 років.
Середній дохід на одне домашнє господарство  становив 48 941 долар США (медіана — 30 455), а середній дохід на одну сім'ю — 52 813 долари (медіана — 43 375). Медіана доходів становила 50 000 доларів для чоловіків та 27 121 долар для жінок. За межею бідності перебувало 30,4 % осіб, у тому числі 57,8 % дітей у віці до 18 років та 5,0 % осіб у віці 65 років та старших.
Цивільне працевлаштоване населення становило 889 осіб. Основні галузі зайнятості: освіта, охорона здоров'я та соціальна допомога — 24,1 %, будівництво — 13,9 %, виробництво — 12,8 %, публічна адміністрація — 12,6 %.